# Den vilda (musikalbum)
Den vilda är ett musikalbum utgivet av den svenska popgruppen One More Time 1996. Året efter gav gruppen ut skivan med engelska texter till melodierna, då med titeln Living in a Dream. 

## Låtlista
1. Den vilda
2. Kvarnen
3. Skuggan bakom dig
4. De oskattbara
5. Labyrinten
6. Vintergatan
7. Råttfångarn
8. Hela täcket för mig själv
9. Huset
10. Vägskälet
11. Den vilda - forsen om våren

## Listplaceringar
| Lista (1996) | Topplacering |
| ------------ | ------------ |
| Sverige      | 29           |